# Хайшань (станция метро)
«Хайшань» (англ. Haishan; кит. 海山) — станция линии Баньнань Тайбэйского метрополитена, открытая 31 мая 2006 года в составе участка Тучэн. Расположена между станциями «Дальневосточный госпиталь» и «Тучэн». Находится на территории района Тучэн города Новый Тайбэй.

## Техническая характеристика
«Хайшань» — однопролётная станция. На станции есть три выхода, оснащённых эскалаторами. Один выход также оснащён лифтом для пожилых людей и инвалидов.  В марте 2017 года на станции были установлены автоматические платформенные ворота.